# Sixpence None the Richer (álbum)
Sixpence None the Richer es el tercer álbum de estudio de la misma banda, editado en 1998. El año 2001 la placa ocupó el puesto #19 en el libro CCM Presents: The 100 Greatest Albums in Christian Music. La RIAA certificó el álbum con el disco de platino tras vender más de 1 millón de copias en Estados Unidos.

## Lista de canciones
1. "We Have Forgotten"                   (Matt Slocum) – 5:07
2. "Anything"                            (Matt Slocum) – 4:44
3. "The Waiting Room"                    (Donohue, Matt Slocum) – 5:15
4. "Kiss Me" (Matt Slocum) – 3:30
5. "Easy to Ignore"                            (Nash) – 3:52
6. "Puedo Escribir"                      (Baker, Pablo Neruda, Plasencio, Matt Slocum) – 3:45
7. "I Can't Catch You"               (Matt Slocum) – 4:12
8. "The Lines of My Earth"               (Matt Slocum) – 4:26
9. "Sister, Mother"                      (Matt Slocum) – 3:05
10. "I Won't Stay Long"                   (Ashworth) – 2:15
11. "Love"                                (Matt Slocum) – 3:56
12. "Moving On"                           (Donohue, Matt Slocum) – 3:56
13. "There She Goes"                 (Lee Mavers) – 2:42

## Posicionamiento
Álbum
| Año  | Listas                          | Posición |
| ---- | ------------------------------- | -------- |
| 1997 | U.S. Heatseekers                | 1        |
| 1997 | U.S. Top Contemporary Christian | 1        |
| 1999 | U.S. Billboard 200              | 89       |
| 1999 | U.K. Albums Chart               | 12       |
| 1999 | Australian Albums Chart         | 82       |

Sencillos - Billboard (Norteamérica)
| Año  | Sencillo         | Listas                       | Posición |
| ---- | ---------------- | ---------------------------- | -------- |
| 1998 | "Kiss Me"        | Adult Top 40                 | 2        |
| 1998 | "Kiss Me"        | The Billboard Hot 100        | 2        |
| 1999 | "Kiss Me"        | Adult Contemporary           | 2        |
| 1999 | "Kiss Me"        | Canadian Singles Chart       | 4        |
| 1999 | "Kiss Me"        | Latin Pop Airplay            | 25       |
| 1999 | "Kiss Me"        | Latin Tropical/Salsa Airplay | 29       |
| 1999 | "Kiss Me"        | Top 40 Adult Recurrents      | 1        |
| 1999 | "Kiss Me"        | Top 40 Mainstream            | 1        |
| 1999 | "Kiss Me"        | Top 40 Tracks                | 3        |
| 1999 | "There She Goes" | Adult Contemporary           | 19       |
| 1999 | "There She Goes" | Adult Top 40                 | 7        |
| 1999 | "There She Goes" | The Billboard Hot 100        | 32       |
| 1999 | "There She Goes" | Top 40 Mainstream            | 13       |
| 1999 | "There She Goes" | Top 40 Tracks                | 14       |
| 2000 | "There She Goes" | Top 40 Adult Recurrents      | 1        |